# Radios de Operación Itinerante
Los Radios de Operación Itinerante es un sistema de radio de dos vías (Walkie-Talkie) autorizado en Colombia desde el 2003. Este servicio de radio personal utiliza frecuencias alrededor de 151, 462 y 467 MHz en las bandas de VHF (del inglés: Very High Frequency) y UHF (siglas del inglés: Ultra High Frequency) para su uso libre.
El uso de estas frecuencias nace bajo la recomendación de CCP.III/REC.67 (XIX-2001) de la CITEL (siglas del inglés: Inter-American Telecommunication Commission), donde especifica equipos de baja potencia y corto alcance, la última versión de la norma en Colombia es la Resolución 105 de 2020  de la Agencia Nacional del Espectro - ANE, a la fecha no se requiere permisos ni registrar los dispositivos. 
En todo el mundo, existen varios servicios de radio personales similares; estos comparten las características de operación de baja potencia en la banda UHF (o VHF superior) usando FM, y licencias de usuario final simplificadas o sin ellas. Las asignaciones de frecuencia exactas difieren, por lo que los equipos que funcionan legalmente en un país pueden causar interferencias inaceptables en otro. Las radios que provienen de los Estados Unidos pueden ser compatibles en Colombia si usan algunas frecuencias del servicio FRS (del inglés: Family Radio Service), ninguno de los dispositivos que usen estas frecuencias pueden funcionar en la Unión Europea y viceversa.

## Información técnica
En la operación de radios portátiles de baja potencia y corto alcance de operación itinerante puede ser usados en todo el territorio nacional, por periodos de tiempo variables u ocasionales, deben de operar de modo radio a radio sin usar estaciones base, repetidoras o enlaces otros tipos de redes.
Las frecuencias pueden ser utilizadas sin reclamar interferencia perjudicial o privacidad de la comunicación siendo estas compartidas por muchos usuarios en un instante de tiempo, mediante codificación programada o clave de usuario.
La operación se limita a un ancho de banda de 12.5 kHz.

## Lista de Frecuencias
| Frecuencia   | Condiciones técnicas y operativas |
| ------------ | --------------------------------- |
| 151.6125 MHz | P.R.A. máxima de 2 W              |
| 153.0125 MHz | P.R.A. máxima de 2 W              |
| 462.5625 MHz | P.R.A. máxima de 2W               |
| 462.5875 MHz | P.R.A. máxima de 2W               |
| 462.6125 MHz | P.R.A. máxima de 2W               |
| 462.6375 MHz | P.R.A. máxima de 2W               |
| 462.6625 MHz | P.R.A. máxima de 2W               |
| 462.6875 MHz | P.R.A. máxima de 2W               |
| 462.7125 MHz | P.R.A. máxima de 2W               |
| 467.5625 MHz | P.R.A. máxima de 500MW            |
| 467.5875 MHz | P.R.A. máxima de 500MW            |
| 467.6125 MHz | P.R.A. máxima de 500MW            |
| 467.6375 MHz | P.R.A. máxima de 500MW            |
| 467.6625 MHz | P.R.A. máxima de 500MW            |
| 467.6875 MHz | P.R.A. máxima de 500MW            |
| 467.7125 MHz | P.R.A. máxima de 500MW            |
| 462.5500 MHz | P.R.A. máxima de 2W               |
| 462.5750 MHz | P.R.A. máxima de 2W               |
| 462.6000 MHz | P.R.A. máxima de 2W               |
| 462.6250 MHz | P.R.A. máxima de 2W               |
| 462.6500 MHz | P.R.A. máxima de 2W               |
| 462.6750 MHz | P.R.A. máxima de 2W               |
| 462.7000 MHz | P.R.A. máxima de 2W               |
| 462.7250 MHz | P.R.A. máxima de 2W               |

- P.R.A.: Potencia Radiada Aparente

## Radios en otros países
En diferentes países existen varios servicios de radio personales similares; estos comparten las características de operación de baja potencia:

## Estados Unidos
El Family Radio Service (FRS) es un sistema de radio walkie-talkie autorizado en los Estados Unidos. Este servicio de radio personal utiliza frecuencias en canales alrededor de 462 y 467 MHz en la banda de frecuencia ultra alta (UHF)

## México
En México están autorizadas por el Instituto Federal de Telecomunicaciones mediante acuerdo SCT-210898 donde se autoriza el uso de los 14 primeros canales entre 462/467 mhz, con un ancho de banda de 12.5 khz, y una P.R.A de 500 Mw. , siendo así solo uso legal los canales del 8 al 14. Los equipos deberán ser homologados.

## Colombia
El FRS usa el mismo ancho de banda de 12.5 kHz, a diferencia de Colombia no usa el concepto de canales, sino de forma directa las frecuencias, el FRS tiene 22 canales, es decir 22 frecuencias, Colombia usa 16 frecuencias de los cuales 14 coinciden con FRS, pero solo los canales 8 a 14 son los que cumplen con toda la normativa:
La normativa actual en Colombia, está enmarcada en la Resolución No 105 del 27 de marzo de 2020, por la Agencia Nacional del Espectro--ANE, donde se asignan 2 frecuencias en la banda de VHF 151.6125 MHz y 153.0125 MHz, ancho de banda 12.5 kHz y P.R.A. máxima de 2 vatios de potencia, 7 frecuencias en el Rango de 462 MHz, y 7 en el rango de 467 MHz con un ancho de banda de 12.5 kHz y un P.R.A de 500 MW de potencia.
Cabe recordar que Colombia usa 2 frecuencias en VHF que NO son incluidas en la tabla de frecuencias FRS y GMRS y 14 FRS, pero solo los canales 8 a 14 son los que cumplen con toda la normativa, es decir Canal o Frecuencia, Ancho de Banda y Potencia Radiada en Antena P.R.A:
En Colombia, hay un Proyecto por parte de la Asociación de Radio aficionados del Eje Cafetero-ASOREC, www.asorec.org, en la utilización de frecuencias Itinerantes en el CANAL 9, Subtono 11,llamado Canal 911 Radio de Montaña, dedicado a la escucha de excursionistas,senderistas,caminantes, Scouts y demás, en su uso para la atención,colaboración y en un caso de emergencia
| Canal FRS | Frecuencia   | Condiciones técnicas y operativas |
| --------- | ------------ | --- |
| No aplica | 151.6125 MHz | P.R.A. máxima de 2 W, 12.5Mhz en ancho de banda, son Frecuencias en el Rango de VHF( very high frecuency), Incluidas en la Resolución ANE 105 de 2020, para equipos de baja potencia, pero no son tomadas como FRS( Family Radio Service),pero si uso libre itinerante. |
| No aplica | 153.0125 MHz | P.R.A. máxima de 2 W, 12.5Mhz en ancho de banda, son Frecuencias en el Rango de VHF( very high frecuency), Incluidas en la Resolución ANE 105 de 2020, para equipos de baja potencia, pero no son tomadas como FRS( Family Radio Service),pero si uso libre itinerante. |
| 1         | 462.5625 MHz | P.R.A. de 2 W en Estados Unidos, en Colombia,Canadá y México, solo debe usarse un máximo de 500 mW |
| 2         | 462.5875 MHz | P.R.A. de 2 W en Estados Unidos, en Colombia,Canadá y México, solo debe usarse un máximo de 500 mW |
| 3         | 462.6125 MHz | P.R.A. de 2 W en Estados Unidos, en Colombia,Canadá y México, solo debe usarse un máximo de 500 mW |
| 4         | 462.6375 MHz | P.R.A. de 2 W en Estados Unidos, en Colombia,Canadá y México, solo debe usarse un máximo de 500 mW |
| 5         | 462.6625 MHz | P.R.A. de 2 W en Estados Unidos, en Colombia,Canadá y México, solo debe usarse un máximo de 500 mW |
| 6         | 462.6875 MHz | P.R.A. de 2 W en Estados Unidos, en Colombia,Canadá y México, solo debe usarse un máximo de 500 mW |
| 7         | 462.7125 MHz | P.R.A. de 2 W en Estados Unidos, en Colombia,Canadá y México, solo debe usarse un máximo de 500 mW |
| 8         | 467.5625 MHz | P.R.A. de 500 mW en Estados Unidos y en Colombia.*Cumple con Resolución ANE |
| 9         | 467.5875 MHz | Canal 9, subtono 11, CANAL 911 Radio de Montaña (Caminantes,Excursionistas,Senderistas,Scouts), Canal de Escucha, para la atención y Apoyo en Emergencias. P.R.A. de 500 mW- *Cumple con Resolución ANE                                                                 |
| 10        | 467.6125 MHz | *Cumple con Resolución ANE |
| 11        | 467.6375 MHz | *Cumple con Resolución ANE |
| 12        | 467.6625 MHz | *Cumple con Resolución ANE |
| 13        | 467.6875 MHz | Canal 13 Subtono 13,Usado por Grupos Scouts, para actividades al Aire libre, logística y cobertura en Eventos *Cumple con Resolución ANE |
| 14        | 467.7125 MHz | *Cumple con Resolución ANE |

- P.R.A.: Potencia Radiada Aparente

## CTCSS/DCS (analógico FM)
Hay dos tipos de subcanales o códigos: los Códigos o Subtonos CTCSS (Sistema Silenciador Controlado por Tono Continuo)y los Códigos o Subtonos DCS (Silenciador con Código Digital).
Los Códigos o Subtonos CTCSS son unas señales que se emiten junto a la portadora (junto a nuestra voz, en otras palabras) que permiten elegir qué señales vamos a oír y cuáles no. Cuando tenemos seleccionado un código o subtono, el Squelch, que es el silenciador del ruido del fondo, no permitirá que se oiga la señal que llega mientras el código o subtono del emisor no sea el que tenemos seleccionado. De esta manera podemos evitar molestias escuchando conversaciones que nada tienen que ver con nosotros. Si elegimos el código o subtono 0 el sistema queda desactivado. Si se utiliza el CTCSS, se transmitirá un tono de baja frecuencia (entre 67 y 250 Hz) junto con la señal de voz. Hay 38 subtonos diferentes para elegir. Puede seleccionar uno de estos 38 subtonos. Como consecuencia del filtrado, los tonos no suelen ser audibles para que no interfieran en la comunicación.
Estos subtonos se corresponden con una serie de frecuencias. Estas son las siguientes
| Subtono | Frecuencia | Subtono | Frecuencia | Subtono | Frecuencia | Subtono | Frecuencia | Subtono | Frecuencia |
| ------- | ---------- | ------- | ---------- | ------- | ---------- | ------- | ---------- | ------- | ---------- |
| 01      | 67,0 Hz    | 09      | 91,5 Hz    | 17      | 118,8 Hz   | 25      | 156,7 Hz   | 33      | 210,7 Hz   |
| 02      | 71,9 Hz    | 10      | 94,8 Hz    | 18      | 123,0 Hz   | 26      | 162,2 Hz   | 34      | 218,1 Hz   |
| 03      | 74,4 Hz    | 11      | 97,4 Hz    | 19      | 127,3 Hz   | 27      | 167,9 Hz   | 35      | 225,7 Hz   |
| 04      | 77,0 Hz    | 12      | 100,0 Hz   | 20      | 131,8 Hz   | 28      | 173,8 Hz   | 36      | 233,6 Hz   |
| 05      | 79,7 Hz    | 13      | 103,5 Hz   | 21      | 136,5 Hz   | 29      | 179,9 Hz   | 37      | 241,8 Hz   |
| 06      | 82,5 Hz    | 14      | 107,2 Hz   | 22      | 141,3 Hz   | 30      | 186,2 Hz   | 38      | 250,3 Hz   |
| 07      | 85,4 Hz    | 15      | 110,9 Hz   | 23      | 146,2 Hz   | 31      | 192,8 Hz   |         |            |
| 08      | 88,5 Hz    | 16      | 114,8 Hz   | 24      | 151,4 Hz   | 32      | 203,5 Hz   |         |            |

Algunos equipos FRS-de frecuencias itinerantes vienen con 122 subtonos, que solo son compatibles con algunos equipos de marcas similares, se crearon solo para darle más capacidad a la privacidad de los canales asignados.

### Unión Europea
PMR446 (Personal Mobile Radio, 446 MHz) es una frecuencia de radio que se encuentra dentro del espectro UHF y está abierto para el uso personal sin necesidad de licencia en la mayor parte de los países miembros de la Unión Europea.